# 賴基 (別爾季切夫區)
49°57′58″N 28°31′3″E / 49.96611°N 28.51750°E
賴基（烏克蘭語：Райки），是位於烏克蘭西北部日托米爾州別爾季切夫區的村莊，處於格尼洛皮亞季河畔，面積3.76平方公里，海拔高度219米，2024年人口907。